# Benedict van Laack
Benedict van Laack (* 10. Oktober 1997 in Köln) ist ein deutscher Basketballspieler.

## Laufbahn
Van Laack spielte in der Jugend des BBV Köln-Nordwest, 2014 schaffte er den Sprung in die Herrenmannschaft der RheinStars Köln und gewann mit den Rheinländern im Frühjahr 2015 den Meistertitel in der ersten Regionalliga West. Die Kölner übersprangen die 2. Bundesliga ProB und gingen im Jahr nach dem Regionalliga-Triumph in der zweithöchsten deutschen Spielklasse, 2. Bundesliga ProA, ins Rennen. Van Laack gelang es, sich im Kölner Aufgebot zusehends Spielanteile zu sichern, nachdem er zunächst nur Kurzeinsätze verzeichnet hatte. Im Juli 2017 unterzeichnete er bei den Kölnern seinen ersten Profivertrag. Nach dem Rückzug der Mannschaft aus der zweiten Liga am Ende der Saison 2017/18 spielte er ab 2018/19 mit den Kölnern in der 2. Bundesliga ProB sowie nach dem Abstieg 2019 in der 1. Regionalliga. Im Spieljahr 2019/20 wurde er mit Köln Meister der 1. Regionalliga West, deren Spielbetrieb im März 2020 wegen der Ausbreitung des Coronavirus SARS-CoV-2 vorzeitig abgebrochen wurde. Van Laack war in der Saison 2019/20 mit 8,5 Punkten/Spiel am Kölner Erfolg beteiligt. Im Sommer 2021 nahm van Laack Abschied vom Leistungssport, um sich dem Abschluss seines Lehramtsstudiums in den Fächern Englisch und Sport zu widmen.